# The Night Is Still Young (Nicki Minaj)
The Night Is Still Young è un singolo della rapper trinidadiana Nicki Minaj, pubblicato il 28 aprile 2015 come settimo estratto dal terzo album in studio The Pinkprint.

## Descrizione
Scritto e prodotto da Dr. Luke e Cirkut, con la collaborazione creativa di Ester Dean e dalla stessa Minaj, il brano appartiene al genere elettropop e dura esattamente 3 minuti e 48 secondi.

## Video musicale
Il video musicale viene pubblicato il 22 maggio 2015 inizialmente in esclusiva su Tidal, per poi essere stato inserito sul canale YouTube della rapper pochi giorni dopo, il 26 maggio.

## Classifiche
| Classifiche 2015                      | Posizione massima |
| ------------------------------------- | ----------------- |
| Canada (Billboard Canadian Hot 100)   | 40                |
| Regno Unito (Official Charts Company) | 23                |
| Repubblica Ceca (IFPI)                | 46                |
| Slovacchia (IFPI)                     | 43                |
| Stati Uniti (Hot Rap Songs)           | 32                |
| Svezia (Sverigetopplistan)            | 93                |